# Welgelegen (Heerenveen)
Welgelegen of Tjepkema’s molen is een windmolen in Heerenveen uit 1849. De stellingmolen is een achtkante bovenkruier. De functie is korenmolen. Eigenaar is Stichting Molen Welgelegen.
Vanwege windbelemmering door omliggende bebouwing werd de molen in 1898 met bijna zes meter verhoogd. In 2017/2018 werden de kap, de fokken (dat is het wieksysteem van de molen) en het bovenwiel vernieuwd. Op 21 april 2018 werd de molen feestelijk heropend. Eind 2021, begin 2022 werden de fokken van de molen vervangen. Deze zijn niet meer donkergroen geschilderd maar onbeschilderd gebleven.
De molen is op zaterdagochtenden te bezoeken.